# Dafnina
Dafnina es una toxina. Puede ser producida de dihydroxycoumarin por O-dihydroxycoumarin 7-O-glucosyltransferase.